# Mathieu Ekra
Pour les articles homonymes, voir Ekra.
Mathieu Ekra, né le 27 février 1917 et mort le 22 février 2015 , est un homme politique ivoirien.

## Œuvres
Mathieu Vangah Ekra serait l'un des coauteurs de l'hymne de la Côte d’Ivoire, l'Abidjanaise (1960), avec Joachim Bony et Pierre-Marie Coty. Ce dernier en revendique cependant la paternité.

## Vie privée
Il a épousé l'une des sœurs de Philippe Gregoire Yacé et une des filles de Patience Grunitzky, belle-mère de Félix Houphouët-Boigny. Il est membre de l'église méthodiste unie de Côte d'Ivoire .

## Parcours politique
Militant du Rassemblement démocratique africain, il est l'un des principaux rédacteurs de la Constitution de la IIè République. En 1970, il est ministre du tourisme. Puis dix années plus tard, en 1980, il est nommé ministre chargé de la réforme des sociétés d’État. 
De 2000 à 2011, Mathieu Ekra occupe la fonction de Médiateur de la République de Côte d'Ivoire. Il est remplacé à ce poste par l'ancien ministre de l'économie et des finances, N'Golo Coulibaly.

## Honneurs
Il est, après son départ de la médiature, nommé Médiateur Honoraire de la République par Alassane Ouattara, président de la république de Côte d'Ivoire.

## Livres
- L'échelle sans fin (1977)
- L'embarras de Yao (1987)
- Lumière sur l'Abidjanaise : l'hymne national (2000)